# „Étoile du Nord“ – Stern des Nordens
„Étoile du Nord“ – Stern des Nordens (französischer Originaltitel Étoile du Nord) ist eine Erzählung von Georges Simenon, in der Kommissar Maigret in einem schäbigen Pariser Hotel ermittelt. Das zur Reihe der Maigret-Romane und -Erzählungen gehörende Werk entstand im April 1938 in La Rochelle. Die Erzählung erschien nach dem Vorabdruckin der Zeitschrift Police-Film am 23. und 30. September 1938 in Buchform 1944 in dem Erzählband Les Nouvelles Enquêtes de Maigret bei Gallimard. In der deutschen Übersetzung von Hansjürgen Wille und Barbara Klau erschien die Erzählung erstmals 1976 bei Kiepenheuer und Witsch unter dem Titel Stern des Nordens, in neuer Übersetzung von Elfriede Riegler 1987 im Diogenes Verlag in dem Sammelband Sechs neue Fälle für Maigret. Mit dem Buchtitel bezog sich Simenon auf den damals zwischen Paris und Brüssel verkehrenden Schnellzug Étoile du Nord.

## Handlung

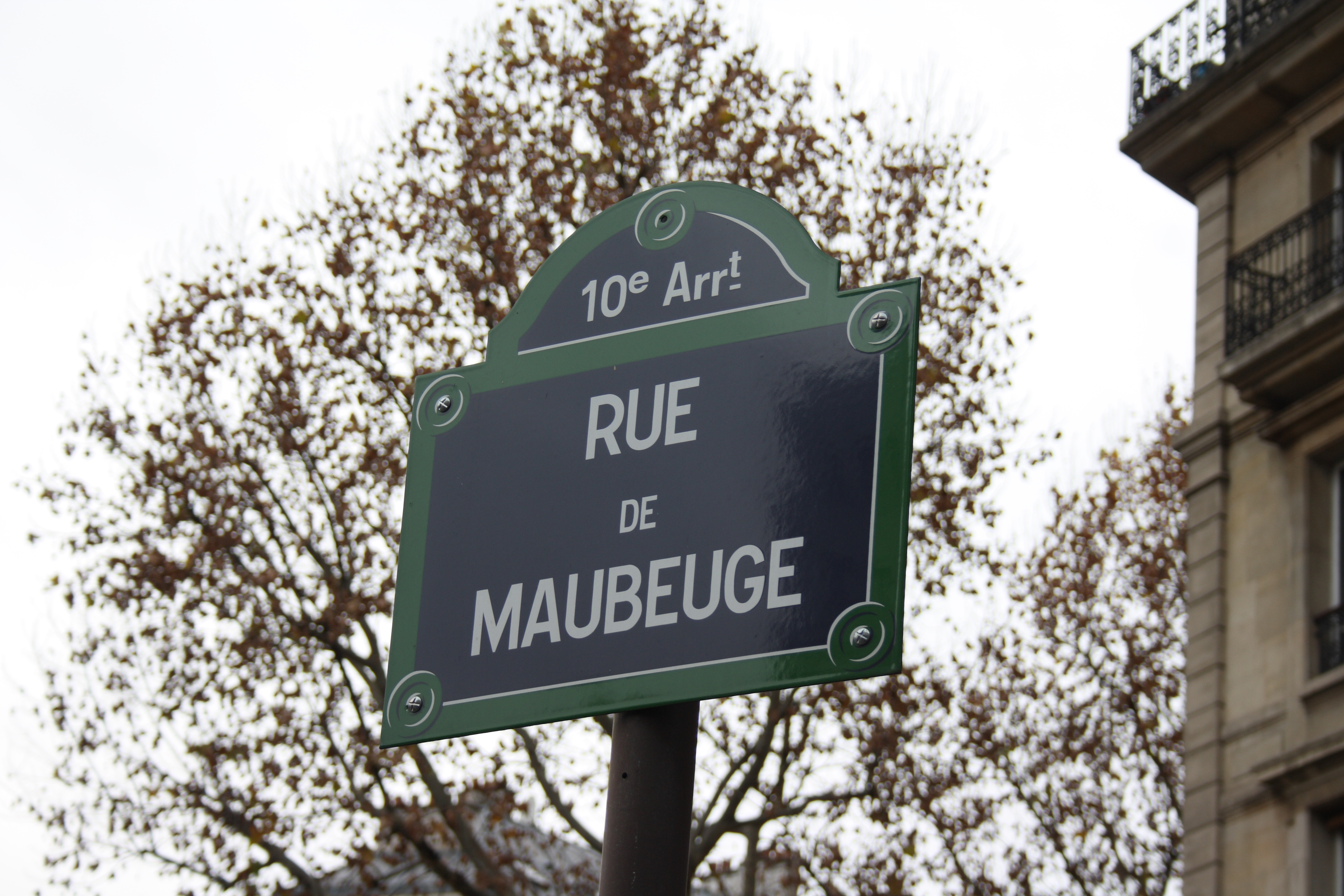
Rue de Maubeuge, Paris

Kommissar Maigret steht nach dreißig Jahren Dienst bei der Pariser Polizei kurz vor seiner Pensionierung; seine Frau befindet sich schon am gemeinsamen Altersruhesitz in Meung-sur-Loire. In einem viertklassigen Hotel, dem L’Etoile du Nord in der Rue de Maubeuge nahe dem Gare du Nord findet man die Leiche eines Handelsreisenden, Georges Bompard, ungefähr 45 Jahre alt; er wurde mit einem Messerstich ermordet. Der Angriff muss für ihn sehr überraschend gekommen sein, da er sich nicht gewehrt hatte und nur mit einem Pyjama bekleidet war. Der Verdacht richtet sich auf eine junge Frau, die 19-jährige Céline Germain, die zugibt Prostituierte zu sein und sich mit dem Opfer im Zimmer befunden zu haben, aber nicht an dem Verbrechen schuld zu sein. In seinem Büro am Quai-des-Orfèvres verhört sie Maigret stundenlang. Sie beschimpft ihn vor seinen Mitarbeitern als Lüstling und torpediert seine Verhörmethoden, in dem sie sich auf den Boden legt und einschläft. Nachfolgend versorgt sie Maigret mit einer Lügengeschichte nach der anderen und ist sorgsam darauf bedacht, von sich nichts preiszugeben. Die weiteren Nachforschungen ergeben, dass Joseph Dufieu, der Nachtportier im Hotel, und Lucienne Jouffroy, das Zimmermädchen, beide aus Moissac (Tarn-et-Garonne) stammen, einem Ort, in dem sich auch Georges Bompard regelmäßig aufgehalten hatte. Joseph Dufieu gibt Maigret die notwendigen Erklärungen: Lucienne Jouffroy machte Bompard für den Tod ihrer Tochter vor sechs Jahren verantwortlich. Bald ist Maigret überzeugt, dass Lucienne Jouffroy Bompard aus Rache getötet hat; Céline Germain war die einzige Tatzeugin. Es stellt sich außerdem heraus, dass auch die junge Céline aus Moissac stammt, sie hatte sich in Bompard verliebt und war ihm nach Paris gefolgt. Céline gibt auch zu, dass sie eigentlich Geneviève Blanchon heißt, die Tochter eines Richters aus Moissac.

## Ausgaben
Nach dem Vorabdruck in der Zeitschrift Police-Film (n° 4 du 20 mai 1938) wurde die Erzählung in Les nouvelles enquêtes de Maigret (Paris, Gallimard, NRF., 1944) veröffentlicht. Sie wurde in die Simenon-Werkausgaben Œuvres complètes (Lausanne, Editions Rencontre, 1967–1973) in Band IX, in Tout Simenon (Paris, Presses de la Cité, 1988–1993) in Band 25 und in Tout Simenon (Paris, Omnibus, 2002–2004) in Band 25 aufgenommen. In deutscher Übersetzung liegt sie in dem bei Diogenes 2009 erschienenen Sammelband Sämtliche Maigret-Geschichten (ISBN 978-3-257-06682-1) vor.

## Adaption
- Maigret et l’Étoile du Nord – Episode 54 der Fernsehserie Maigret (Regie: Charles Nemes), mit Bruno Cremer als Maigret, Ausstrahlung 2005.